# 위정학
위정학(魏楨鶴, 일본식 이름: 三山鶴市미야마 쓰루이치, 1890년 9월 4일 ~ ?)은 일제강점기의 기업인이며, 조선총독부 중추원 참의도 지냈다.

## 생애
함경남도 원산 출신으로, 20대 초반이던 1913년에 원산의 해운업체에 입사하면서 상업계에 들어섰다. 원산부와 웅기군 사이를 오가는 정기선의 사무장을 거쳐 1929년에 어시장을 운영하였다.
1930년부터 해운업계와 연계하여 수산업에 종사하였고, 물고기의 동물성 기름으로 거름을 만드는 유비 제조업 및 무역업을 경영했다. 원산의 유력자로 활동하면서 원산부회 의원, 원산상공회의소 의원, 함경남도수산회 의원 및 위원, 원산상공주식회사 감사 등을 지냈다.
일제 강점기 말기인 태평양 전쟁 시기에 중추원 참의로 발탁되었다. 국민협회와 조선임전보국단과 같은 친일단체에도 참여한 바 있다.
원산부회 의원으로 재직하던 1935년에 총독부가 편찬한 《조선공로자명감》에 353명의 공로자 중 한 명으로 기재되어 있다. 이 책자에는 산업계의 선각자이자 성공한 인물로서 신망이 높다는 평과 함께, “모든 일을 입으로 하기보다는 실제로 감행한다는 취지로 경영”하는 인물로서 "지방민을 위해서 많은 편의를 도모"했다고 기록되어 있다.
2002년 발표된 친일파 708인 명단와 2008년 공개된 민족문제연구소의 친일인명사전 수록예정자 명단의 중추원과 부문에 모두 포함되었으며 2009년 친일반민족행위진상규명위원회가 발표한 친일반민족행위 705인 명단에도 포함되었다.

## 같이 보기
- 조선총독부 중추원

## 참고자료
- 위정학(魏楨鶴) - 국사편찬위원회
- 위정학(魏楨鶴) - 국사편찬위원회